# Penitenzieria di Santa Rita da Cascia
La Penitenzieria (o Penitenziera) di Santa Rita da Cascia è un edificio religioso italiano appartenente al complesso del Santuario di Santa Rita da Cascia. Realizzato su progetto degli architetti Rosario Scrimieri, Francesco Genco e Maurizio Caproni, è stata inaugurata il 10 maggio 1986, in ricorrenza del sedicesimo centenario della conversione di Sant'Agostino. Al suo interno è possibile effettuare il sacramento della Confessione, coadiuvato da opere d'arte e proiezioni di video.

## Descrizione
L'edificio è strutturato su più sale ed opera come raccordo tra la Basilica inferiore e la Basilica superiore, a cui si accede tramite una scala elicoidale dall'abside di Santa Rita.
A lato dell'ingresso si trova La Fonte della vita, una fontana simbolica realizzata da Armando Marrocco costituita da una roccia spaccata attraverso le cui fessure scorre l'acqua, da cui si abbevera un gruppo di colombi in bronzo.
Il portale d'entrata della Penitenzieria è composto da pannelli di bronzo raffiguranti le quattro virtù cardinali: la giustizia, simboleggiata dalla bilancia; la fortezza, simboleggiata da un leone; la prudenza da un braciere ardente; la temperanza da un mulino a vento. All'entrata, nella Sala dell'Accoglienza, si trovano un mosaico di Armando Marrocco avente come tema  un arcobaleno, segno di alleanza fra Dio e l'uomo e il gruppo scultoreo in travertino del Figliol Prodigo, anch'essa opera di Armando Marocco.
Dalla Sala dell'Accoglienza si passa poi alla Sala delle Preparazioni alle Confessioni, alla Sala delle Confessioni Individuali e infine alla Sala del Ringraziamento, dove si trova una statua del Redentore completata da un gruppo di gabbiani in volo, opera sempre di Marrocco.
La Penitenzieria viene aperta al pubblico solo in occasioni di elevata affluenza.